# Abriss der Psychoanalyse
Abriss der Psychoanalyse heißt eine Abhandlung von Sigmund Freud, die als Abriß der Psychoanalyse 1938 entstand und erstmals 1940 postum in der Internationalen Zeitschrift für Psychoanalyse und Imago veröffentlicht wurde.

## Gliederung
Freud unterteilt den Text in drei Hauptabschnitte: Die Natur des Psychischen (I), Die praktische Aufgabe (II) und Der theoretische Gewinn (III).

## Inhalt

### I 1. Der psychische Apparat
Gehirn und Bewusstsein sind zwei Endpunkte unseres Wissens, deren Verbindung uns fehlt. Das Es umfasst alles ererbte, v. a. die aus der Körperorganisation stammenden Triebe (ererbte Vergangenheit). Das Ich hat sich aus dem Es entwickelt, und zwar aus einer Rindenschicht des Gehirns mit den Organen zur Reizaufnahme, und soll sich mit der Realität auseinandersetzen (Gedächtnis, Flucht, Anpassung, Aktivität, also selbst erlebte Gegenwart). Das Über-Ich bildet sich im Ich durch die lange Kindheitsperiode (von anderen übernommene Vergangenheit).

### I 2. Trieblehre
Ziel des Es ist Bedürfnisbefriedigung (nicht die Selbsterhaltung des Ich). Seine Kräfte heißen Triebe und sind Ursache jeder Aktivität. Aus jedem Verlassen eines Zustandes geht ein Bestreben hervor, diesen wiederherzustellen. Sie können ihr Ziel verändern (Verschiebung) oder einander ersetzen. Freud entscheidet sich für zwei Grundtriebe, Eros und den Destruktionstrieb, auf die man alle anderen zurückführen könne. Gegensätze wie Selbst- und Arterhaltung, Ich- und Objektliebe fallen noch innerhalb des Eros. Ihre Mischungen bestimmen die Buntheit des Lebens. Zurückhaltung von Aggression durch das Über-Ich, d. h. deren Fixierung im Ich, wirkt selbstzerstörend. Die Energie des Eros heißt Libido. Sie ist im primären Narzissmus noch im Ich aufgespeichert, das dann Objekte damit besetzt. Wichtig ist dabei die Beweglichkeit der Libido, i. Ggs. zu Fixierung an bestimmte Objekte. Die Libido hat somatische Quellen (erogene Zonen).

### I 3. Die Entwicklung der Sexualfunktion
Ausgehend von den Phänomenen der Homosexualität, der Perversionen und der kindlichen Frühreife kam die Psychoanalyse zum Ergebnis, dass die Sexualität schon bald nach der Geburt einsetzt, nicht auf das Genitale zu begrenzen ist und der Lustgewinnung, nicht zwangsläufig der Fortpflanzung dient. Die Sexualentwicklung verläuft zweizeitig mit einem Höhepunkt im fünften Lebensjahr und Wiederauftreten zur Pubertät, unterbrochen von einer Latenzzeit, die den Menschen auszeichnet und für die Artentwicklung wichtig gewesen sein muss. Die sexuelle Frühzeit wird durch „infantile Amnesie“ weitgehend vergessen. Hier setzen die Neurosenlehre und die analytische Technik an. Die Entwicklung durchläuft die orale, die sadistisch-anale und die phallische Phase. Im Versuch des Kindes, die Sexualität zu verstehen, glaubt es an die Kloakentheorie, da das weibliche Genitale i. Ggs. zum männlichen nicht erkannt wird. So entwickelt der Knabe die Ödipusphase als Trauma durch Kastrationsdrohung aufgrund eigener Manipulation am Penis und Anblick weiblicher Penislosigkeit, das Mädchen Enttäuschung im Penismangel. Mit der genitalen Phase ist in der Pubertät die volle Organisation erreicht: Manche Libidobesetzungen bleiben erhalten, manche werden in die Sexualfunktion aufgenommen, andere verdrängt oder sublimiert. Störungen müssen unter dem Gesichtspunkt der Entwicklungsgeschichte und der Verteilung der Libido gesehen werden (wenn z. B. Fixierungen in Zuständen früherer Phasen verbleiben).

### I 4. Psychische Qualitäten
Die zweite fundamentale Annahme der Psychoanalyse ist, dass somatische Vorgänge das eigentlich Psychische ausmachen, da sie vollständiger sind als ihre nur teilweise vorhandenen bewussten Parallelvorgänge. Das Unbewusste ist also das eigentlich Psychische, wie der Philosoph Theodor Lipps schon vor der Psychoanalyse verkündete, die Psychologie nun eine Naturwissenschaft wie jede andere. Die Lücken in den Reihen des Bewussten werden durch nahe liegende Schlussfolgerungen aus dem Unbewussten übersetzt. Die psychischen Vorgänge haben drei Qualitäten: bewusst, vorbewusst (bewusstseinfähig), unbewusst. Beim Versuch, in der Analyse unbewusstes bewusst zu machen, entsteht in dieser bewussten Rekonstruktion zunächst eine zweite Fixierung zu der ursprünglichen unbewussten. An den Bemühungen, bis beide zusammenfallen, kann man den Widerstand abschätzen. Bei psychotischen Zuständen geschieht der Übergang oft spontan. Widerstand ist also offenbar Bedingung der Normalität. Er lässt im Schlaf nach. Das Gegenteil geschieht beim Vergessen oder beim Witz, und bei der Entstehung neurotischer Störungen. Die Bewusstwerdung geschieht „in der äußersten Rindenschicht des Ich“ und ist an Außen- und Körperwahrnehmungen (Wahrnehmungen und Empfindungen) gebunden. Beim Menschen können auch innere Vorgänge im Ich, Vorstellungs- und Denkabläufe über die Sprache bewusst werden. Dies erfordert eine „Realitätsprüfung“, um „Halluzinationen“ zu verhindern. Das Ich ist vorbewusst, das Es unbewusst, dazu gehören auch Inhalte, die aus dem Ich verdrängt wurden. Das eigentliche Geheimnis des Psychischen, was Es und Ich an sich ausmacht, ist leider unbekannt. Man nimmt an, dass im Psychischen Energien wirken (wie in anderen Naturwissenschaften), die beweglich oder eher gebunden sind (Besetzung/Überbesetzung, d. h. Synthese verschiedener Vorgänge). Die Vorgänge im Es heißen Primärvorgang, die im Ich Sekundärvorgang.

### I 5. Erläuterung an der Traumdeutung
Der latente Trauminhalt entsteht durch das Einbrechen des Es, was durch die Traumarbeit in der Traumentstellung zu dem manifesten Trauminhalt wird, den wir erinnern. Für die Traumbildung ist unerheblich, ob der Anlass vom Es oder vom Ich ausging. Mit der Geburt ist ein Schlaftrieb entstanden, wobei durch Lähmung der Motilität die dem Es auferlegten Hemmungen überflüssig werden. Das Es zeigt sich darin, dass das Traumgedächtnis weit umfassender ist als das Wachgedächtnis, speziell für Eindrücke aus der frühen Kindheit und archaische, ererbte Inhalte. Das Ergebnis der Traumarbeit ist ein Kompromiss aus unbewusster Bearbeitung vorbewusster Gedankenvorgänge und sekundärer Bearbeitung durch das Ich.
Zwischen manifestem und latentem Trauminhalt treten Verdichtungen und Verschiebungen auf, woraus Freud schließt, dass im unbewussten Es die Energie frei beweglich ist und es v. a. auf die Abfuhr ankommt. Die Regeln der Logik gelten nicht, Gegensätze bestehen nebeneinander oder werden wie identisch behandelt. Die Deutung gelingt nur durch die Assoziation des Träumers. Das Ich leistet die Traumarbeit, um dem Anspruch des Es eine Wunscherfüllung zu geben und so den Schlafzustand zu erhalten, z. B. Hungertraum, Bequemlichkeitstraum, Sexualtraum. Traum ist also Wunscherfüllung, auch wenn er von unerledigten Tagesresten ausgeht oder für das Ich ängstigend ist. Angstträume haben meist die geringste Entstellung durch das Ich erfahren. Ist der Anspruch des Es zu groß, erwacht man. Dieselben unbewussten Mechanismen lassen auch die Neurosen und Psychosen verstehen.

### II 6. Die psychoanalytische Technik
Der Therapeut schließt einen Vertrag mit dem Ich des zu behandelnden Neurotikers (ein Psychotiker ist dazu nicht in der Lage). Dieser soll nicht nur Angenehmes, sondern auch alles Peinliche oder scheinbar Unbedeutende mitteilen und erhält dafür Diskretion und die deuterische Erfahrung des Analytikers. Therapeutisches Ziel ist zum einen Wissen über das Es (durch Assoziationen, Träume und Fehlleistungen). Des Weiteren kommt es in der Therapie zur Übertragung der Elternrolle seitens des Patienten auf den Analytiker, was aufschlussreich ist und oft motivierend wirkt, außerdem dem Therapeuten erleichtert, Korrekturen des Über-Ich vorzunehmen. Allerdings kann die Reaktion des Patienten auf seine Übertragung auch umschlagen, weshalb er darüber aufgeklärt werden muss. Am aufwändigsten ist schließlich die Überwindung des Widerstandes, der Therapeut kämpft dabei gegen ein Krankheits- und Leidensbedürfnis an.

### II 7. Eine Probe psychoanalytischer Arbeit
Ursache der Neurosen sind keine spezifischen Anlagen (etwa Krankheitserreger) oder Aufgaben. Neurotische Züge sind auch bei jedem Normalen nachweisbar. Ursache sind quantitative Dysharmonien zwischen Disposition, Trieben und Erlebnissen. Die Triebansprüche von innen und Erregungen von der Außenwelt wirken ausschließlich bis zum sechsten Lebensjahr traumatisch. Das Ich wehrt sich mit Verdrängungen, wobei die Symptome der Neurosen stets Ersatzbefriedigungen oder Verschiebungen sexuellen Strebens oder Kompromisse aus beidem sind. Entscheidende Einflüsse sind sexueller Missbrauch durch Erwachsene, Verführung durch ältere Kinder, Beobachtung der Sexualität Erwachsener und, noch universeller, der Ödipuskomplex. Er führt bei Knaben zum Trotz gegen den Vater und Abhängigkeit von der Mutter, später von der Frau, bei Mädchen zur Mutteridentifikation.

### III 8. Der psychische Apparat und die Außenwelt
Freud betont erneut, die Psychoanalyse führe wie jede Naturwissenschaft zu Einsichten, die nicht unmittelbar sichtbar sind, aber die Kenntnis der wahren Abläufe erweitern. Schwierigkeiten der Entscheidungsfindung und Abweichungen zwischen verschiedenen Analytikern im Einzelfall schreibt er der Neuheit der Methode zu, aber auch der Persönlichkeit des Analytikers. Freud wiederholt seine Ausführungen zum psychischen Apparat und ergänzt als alternativen Vorgang zur Verdrängung die Ich-Spaltung. So berichten Psychotiker im Nachhinein einen unbeteiligten Beobachter, der die Krankheit an sich vorüberziehen sah, auch Träume geben in wahnhaften Zuständen völlig wahnfreie Deutungen. Freud erklärt Fetischismus mit geleugneter Kastrationsangst (die gleichzeitig auch bewusst sein kann).

### III 9. Die Innenwelt
Freud ergänzt seine Darstellung erneut durch das Über-Ich, in dem ab dem Ende der ersten Kindheitsepisode ein Stück der Außenwelt per Identifizierung ins Ich aufgenommen ist. Die Strenge dieses Gewissens entspricht der Stärke der Abwehr. Entgegen der klaren Darstellung seien sicher auch Wechselwirkungen zwischen Über-Ich und Es möglich.